# 100.4MHz
《100.4MHz》는 2003년 1월 24일에 MBC에서 방영한 베스트극장이다.

## 등장 인물

### 주요 인물
- 김남진 : 수완 역 - 지방 라디오방송국 PD 겸 프로그램 진행자
- 이소연 : 유진 역

### 그 외 인물
- 권용운
- 김아름
- 박종관
- 김태영
- 김나영
- 이경미
- 염재욱
- 정승재
- 엄현정
- 이원찬